# Milan Viktora
Milan Viktora (29 de agosto de 1990) es un deportista checo que compite en remo.
Ganó una medalla de bronce en el Campeonato Mundial de Remo de 2022 y dos medallas en el Campeonato Europeo de Remo, en los años 2017 y 2018.

## Palmarés internacional
| Campeonato Mundial | Campeonato Mundial       | Campeonato Mundial | Campeonato Mundial        |
| Año                | Lugar                    | Medalla            | Prueba                    |
| ------------------ | ------------------------ | ------------------ | ------------------------- |
| 2022               | Račice (República Checa) | Medalla de bronce  | Dos sin timonel ligero    |
| Campeonato Europeo |                          |                    |                           |
| Año                | Lugar                    | Medalla            | Prueba                    |
| 2017               | Račice (República Checa) | Medalla de bronce  | Cuatro sin timonel ligero |
| 2018               | Glasgow (Reino Unido)    | Medalla de plata   | Cuatro scull ligero       |